# Ogonna Chukwudi
Ogonna Franca Chukwudi (Enugu, 14 settembre 1988) è una calciatrice nigeriana, attaccante della Torres e centrocampista della nazionale nigeriana.

## Carriera

### Club
Ha trascorso la maggior parte della sua carriera calcistica in Svezia, giocando dapprima per KIF Örebro e Umeå IK.
Tra il 2017 e 2018 ha giocato per Kristianstads DFF e a gennaio 2019, si è trasferita nel club rivale Djurgården.
Conclusa la sua avventura svedese, per la stagione 2020 si trasferisce al CSKA Mosca, senza tuttavia trovare spazio in campionato.
Libera da vincoli contrattuali, nel gennaio 2021 si unisce al Madrid CFF facendo il suo debutto in Primera División, livello di vertice del campionato spagnolo, alla 16ª giornata di campionato, nella vittoria esterna sul Betis. Anche in Spagna non riesce a maturare molte presenze, venendo impiegata dal tecnico Óscar Fernández solo in due occasioni e per pochi minuti.
Formalmente in rosa anche per la stagione successiva, durante la sessione invernale di calciomercato lascia la Spagna per trasferirsi alla Lazio, facendo il suo debutto in Serie A già il 4 dicembre, a qualche giorno dalla firma del contratto, nella prima vittoria ottenuta dalle biancocelesti in campionato. Dopo mezza stagione alla Lazio, si è trasferita alla Torres, partecipante al campionato di Serie B 2022-2023.

### Nazionale
Ha giocato in alcune sostituzioni nelle partite della Nigeria alla Coppa del Mondo femminile FIFA 2007 in Cina e Coppa del Mondo femminile FIFA 2011 in Germania. È stata selezionata nella nazionale nigeriana partecipante ai Campionato mondiale femminile di calcio 2019 in Francia nel 2019.

## Palmarès

### Nazionale
- Coppa delle nazioni africane femminile: 1

2008